# Fatouville-Grestain
Fatouville-Grestain település Franciaországban, Eure megyében. Lakosainak száma 710 fő (2022. január 1.). Fatouville-Grestain Berville-sur-Mer és Fiquefleur-Équainville községekkel határos.

## Népesség
A település népességének változása:
| Lakosok száma | 361  | 494  | 507  | 669  | 761  | 778  | 746  | 727  | 725  | 710  |
|               | 1968 | 1982 | 1990 | 2006 | 2013 | 2015 | 2017 | 2019 | 2020 | 2022 |